# Portret pani Récamier
Portret pani Récamier (fr. Portrait de madame Récamier) – obraz francuskiego malarza Jacques-Louis Davida z 1800 roku, o wymiarach 173 × 243 cm, namalowany techniką olejną na płótnie.

## Historia
Obraz został namalowany w 1800 roku na zlecenie samej sportretowanej, jednej z najbardziej znanych i szanowanych dam Paryża, żony jednego z głównych sponsorów finansowych pierwszego konsula, Napoleona Bonaparte. Obraz nie został ukończony, ponieważ David nie był z niego zadowolony i planował nanieść poprawki, ale zleceniodawczyni uważając, że pracuje zbyt wolno, zleciła dokończenie obrazu jednemu z jego uczniów. Na to nie zgodził się z kolei David, który zażądał dla siebie niedokończonego portretu.
Jako niedokończony pozostał w pracowni malarza i prawdopodobnie nie był dostępny dla postronnych do czasu wystawienia w Luwrze w 1826 roku.
W 1951 roku René Magritte stworzył parodię obrazu, zastępując panią Récamier trumną. Obraz ten aktualnie znajduje się w National Gallery of Canada.

## Opis
Na obrazie widoczna jest Jeanne-Françoise Julie Adélaïde Bernard Récamier, spoczywająca na szezlongu z głową zwróconą w kierunku widza. Kobieta, ubrana w białą suknię w stylu antycznym, jest bosa. W pomieszczeniu widoczne są tylko szezlong, stołek i świecznik. Nietypowy dla portretu jest poziomy format dzieła, a kompozycja ukazująca całą postać powoduje, że sama twarz jest na obrazie stosunkowo mała.
Obraz jest nieukończony. Jedynie rysunek głowy jest prawie gotowy, brakuje mu tylko rozświetleń od sukni. Pozostałe elementy są mniej dopracowane a niektóre jedynie zarysowane, widoczne są także miejsca z przebijającym podkładem. Dzieła Davida cechują się dużą dbałością o dopracowanie detalu, nieukończony Portret pani Récamier jest wyjątkiem.
Dzięki portretowi widoczny na obrazie szezlong zaczął być nazywany także rekamierą.